# Zell am Main
Zell am Main (ufficialmente Zell a.Main) è un comune tedesco di 4.254 abitanti, situato nel land della Baviera.
Nel territorio sorge l'antica abbazia premostratense di Oberzell, casa madre delle Ancelle della Santa Infanzia di Gesù.